# Милан Шврака
Милан Шврака (Србац, 23. март 1962) српски је политичар, функционер Партије демократског прогреса.

## Биографија
Милан Шврака, рођен 23.3.1962. године у Српцу. По занимању доктор медицине, специјалиста анестезиолог.
Запослен је у ЈЗУ Болница Градишка. Члан је Предсједништва и Главног одбора ПДП, предсједник Општинског одбора ПДП Градишка.
Посланик је у Народној скупштини Републике Српске.
Ожењен, отац троје дјеце.